# Franjo Tuđman
Franjo Tudjman (kroatisk Franjo Tuđman, født 14. maj 1922, død 10. december 1999) var Kroatiens første præsident og var indsat fra 1990 frem til sin død.
Han tilhørte det politiske parti Kroatiske Demokratiske Union HDZ.